# Jeg Vil Altid (Elske Dig For Evigt)
Jeg Vil Altid (Elske Dig For Evigt) er en single fra den danske rapper Jokeren, der blev udgivet 4. marts 2011. Sangen blev lavet til TV2-programmet Toppen af Poppen, som en ny udgave af Lars H.U.G.s nummer Elsker Dig For Evigt og senere udgivet som single. 

## Hitliste
| Hitliste (2011)        | Højeste placering |
| ---------------------- | ----------------- |
| Danmark (Track Top-40) | 1                 |

## Eksterne Links
- Lyrikken til Jeg Vil Altid (Elske Dig For Evigt)

| Musik | Spire Denne musikartikel er en spire som bør udbygges. Du er velkommen til at hjælpe Wikipedia ved at udvide den. |